# مسجد الملك (بيرات)
مسجد الملك في مدينة بيرات ((بالألبانية: Xhamia e Mbretit))، المعروف أيضا باسم مسجد السلطان Xhamia e Sulltanit أو مسجد السلطان بايزيد هو مسجد ونصب ثقافي تذكاري في ألبانيا، يقع في بيرات. بني المسجد في القرن الخامس عشر من قبل السلطان العثماني بايزيد الثاني للسكان الألبان المحليين. أصبح المسجد نصبا ثقافيا تذكاريا في عام 1948.

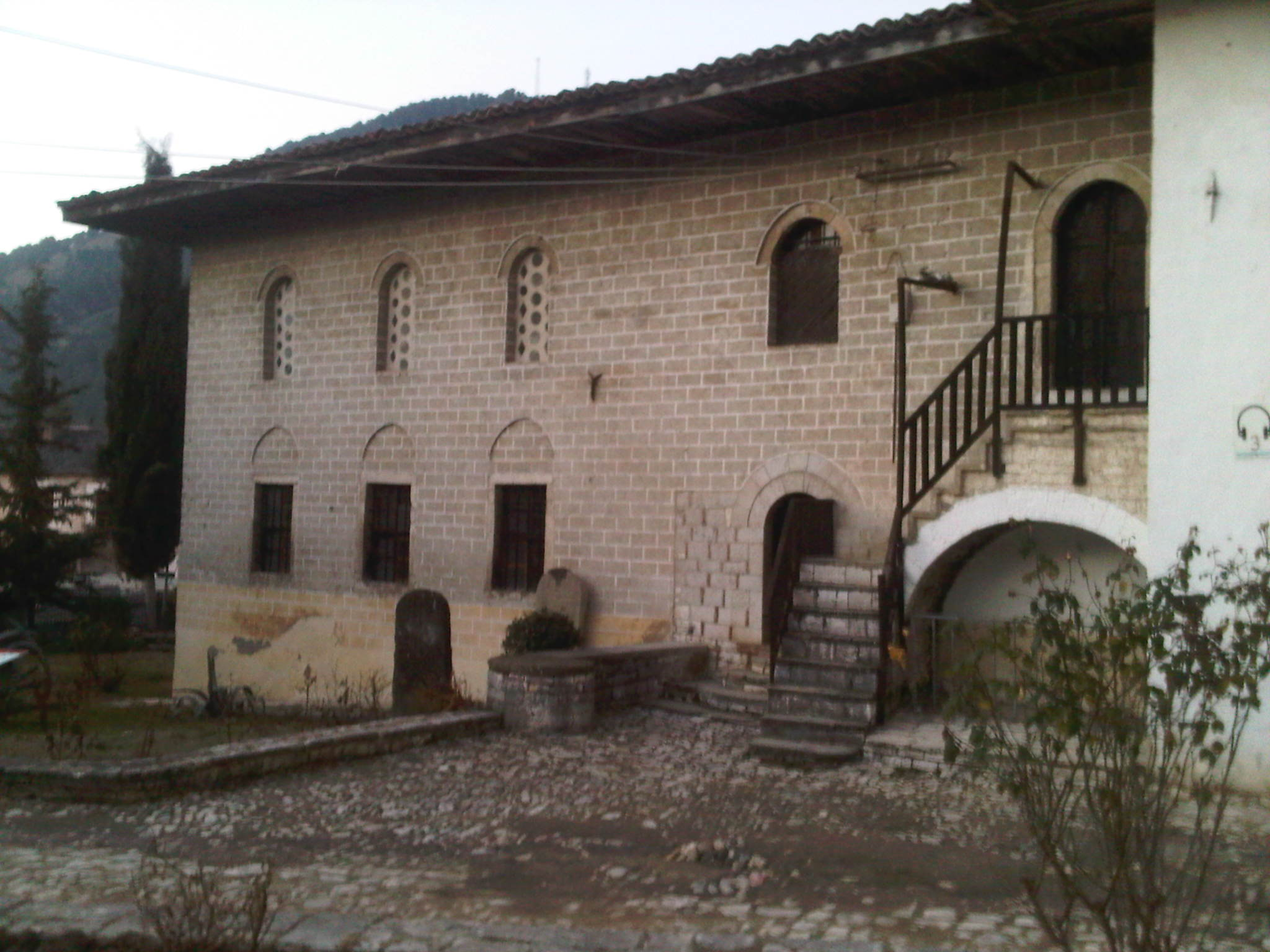